# Киспе, Рональ
Рональ Рей Киспе Мисме (исп. Ronal Rey Quispe Misme; род. 5 марта 1989, Ачакачи, Ла-Пас) — боливийский легкоатлет, специалист по спортивной ходьбе. Выступал на профессиональном уровне в 2006—2022 годах, победитель и призёр ряда крупных международных стартов, многократный чемпион Боливии, действующий рекордсмен страны на дистанции 50 км, участник летних Олимпийских игр в Рио-де-Жанейро.

## Биография
Рональ Киспе родился 5 марта 1984 года в городе Ачакачи департамента Ла-Пас, Боливия.
Впервые заявил о себе в лёгкой атлетике на международном уровне в сезоне 2006 года, когда в составе боливийской сборной выступил среди юношей и юниоров на домашнем чемпионате Южной Америки в Кочабамбе.
В 2009 году впервые стал чемпионом Боливии среди взрослых спортсменов — в дисциплинах 20 км и 20 000 метров.
В 2010 году стартовал на чемпионате Южной Америки в Кочабамбе, но был дисквалифицирован за нарушение техники ходьбы.
В 2011 году занял 13-е место на Панамериканском кубке в Энвигадо, девятое место на чемпионате Южной Америки в Буэнос-Айресе, выиграл бронзовую медаль на Alba Games в Баркисимето, показал 32-й результат на чемпионате мира в Тэгу, закрыл десятку сильнейших Панамериканских игр в Гвадалахаре.
В 2012 году был седьмым на южноамериканском чемпионате в Салинасе, 72-м на Кубке мира в Саранске.
В 2013 году финишировал десятым на Панамериканском кубке в Гватемале, седьмым на чемпионате Южной Америки в Картахене, шестым на Боливарианских играх в Трухильо.
В 2014 году одержал победу на чемпионате Южной Америки в Кочабамбе, стартовал на Южноамериканских играх в Сантьяго, показал 38-й результат на Кубке мира в Тайцане.
В 2016 году в ходьбе на 50 км с результатом 4:04:46 финишировал девятым на международном старте в Мехико, тогда как на командном чемпионате мира в Риме в той же дисциплине сошёл с дистанции. Выполнив олимпийский квалификационный норматив (4:06:00), удостоился права защищать честь страны на летних Олимпийских играх в Рио-де-Жанейро — в программе 50 км установил ныне действующий рекорд Боливии — 4:02:00, расположившись в итоговом протоколе соревнований на 30-й строке.
В 2017 году занял 31-е место на Панамериканском кубке в Лиме, 32-е место на чемпионате мира в Лондоне.
В 2018 году финишировал восьмым на южноамериканском чемпионате в Сукуа, завоевал бронзовую награду на домашних Южноамериканских играх в Кочабамбе, стал шестым на иберо-американском чемпионате в Трухильо.
В 2019 году в дисциплине 50 км показал 14-й результат на Панамериканском кубке, при этом на Панамериканских играх в Лиме получил дисквалификацию.
В 2020 году в ходьбе на 20 км занял 16-е место на чемпионате Южной Америки в Лиме.
В 2021 году в ходьбе на 50 км показал 11-й результат на Панамериканском кубке в Гуаякиле.
Завершил спортивную карьеру по окончании сезона 2022 года.